# Nishiwaki (Hyōgo)
Nishiwaki (西脇市 Nishiwaki-shi?) es una ciudad localizada en la prefectura de Hyōgo, Japón. En junio de 2019 tenía una población estimada de 39.335 habitantes y una densidad de población de 297 personas por km². Su área total es de 132,44 km².

## Geografía

### Localidades circundantes
- Prefectura de Hyōgo
  - Kasai
  - Katō
  - Tanbasasayama
  - Tanba
  - Taka

## Demografía
Según datos del censo japonés, la población de Nishiwaki ha disminuido en los últimos años.
| Año del censo | Población |
| ------------- | --------- |
| 1995          | 46.339    |
| 2000          | 45.718    |
| 2005          | 43.953    |
| 2010          | 42.802    |
| 2015          | 40.866    |